# Will McIntosh
Pour les articles homonymes, voir McIntosh.
Œuvres principales
- Notre fin sera si douce

William McIntosh, né le 31 janvier 1962 à New York, est un écrivain américain de science-fiction.

## Œuvres

### Romans
- Notre fin sera si douce, Fleuve, 2014 ((en) Soft Apocalypse, Night Shade Books, 2011), trad. Michel Pagel  (ISBN 978-2-265-09598-4)
- (en) Hitchers, 2012
- (en) Loves Minus Eighty, 2013
- (en) Defenders, 2014
- (en) Burning Midnight, 2016
- (en) Faller, 2016
- (en) Unbreakable, 2017
- (en) Watchdog, 2017
- (en) The Future Will Be BS Free, 2018
- (en) The Classmate, 2022

### Nouvelles traduites en français
- Douce Apocalypse, 2008 ((en) Soft Apocalypse, 2005), trad. Fabrice LemainqueParue dans la revue Galaxies no 2
- Improbable, 2009 ((en) Unlikely, 2009), trad. Fabrice LemainqueParue dans la revue Galaxies no 5
- Lunes de gel, 2011 ((en) Bridesicle, 2009), trad. Laurent WhaleParue dans la revue Galaxies no 11

## Récompense
- Il obtient le prix Hugo de la meilleure nouvelle courte 2010 pour Lunes de gel.